# محوطه قلاکون شرقی دو سر
محوطه قلاکون شرقی دو سر مربوط به سده‌های میانه دوران‌های تاریخی پس از اسلام است و در شهرستان بیجار، بخش چنگ الماس، روستای دوسر واقع شده و این اثر در تاریخ ۱۰ دی ۱۳۸۱ با شمارهٔ ثبت ۶۸۰۶ به‌عنوان یکی از آثار ملی ایران به ثبت رسیده است.